# Proceratophrys melanopogon
Espèce
Synonymes
- Stombus melanopogon Miranda-Ribeiro, 1926

Statut de conservation UICN

 LC  : Préoccupation mineure
Proceratophrys melanopogon est une espèce d'amphibiens de la famille des Odontophrynidae.

## Répartition
Cette espèce est endémique du Brésil. Elle se rencontre dans le sud de l'État de São Paulo et dans l'État de Rio de Janeiro dans la Serra do Mar.

## Description
Les mâles décrits par Mângia, Santana, Cruz et Feio en 2014 mesurent de 28,9 à 45,6 mm et les femelles de 39,7 à 65,8 mm.

## Publication originale
- Miranda-Ribeiro, 1926 : Notas para servirem ao estudo dos Gymnobatrachios (Anura) Brasileiros. Tomo primeiro. Archivos do Museu Nacional do Rio de Janeiro, vol. 27, p. 1-227.